# Agneta Bernárdzon
Agneta Bernárdzon, född 1956, är en svensk journalist som främst varit verksam på SVT. Hon arbetade med program som Norra magasinet, Uppdrag granskning och Dokument inifrån.
Den 31 maj 2014 avslutade Bernárdzon sin anställning på SVT efter 35 år.

## Uppmärksammade reportage
- ”Nattpatrullen” (1996, Norra magasinet) om äldrevården. Tilldelades första pris i Prix Egalia[3].
- "Astrid Lindgren – inte bara sagotant". (1998, Norra magasinet) En dokumentär om Astrid Lindgren som opinionsbildare.
- "Gökboet" (1998, Norra magasinet). En dokumentär om lobotomier och steriliseringar på svenska mentalsjukhus. Dokumentären fick stor uppmärksamhet internationellt och tilldelades bl a första pris i den internationella dokumentärfilmsfestivalen Figra, Lille, Frankrike.[4]
- "De icke önskvärda" (2002, Dokument inifrån) Om svensk rasbiologi. Belönades med första pris i den internationella dokumentärfilmsfestivalen Unicaja, Ronda, Spanien och första pris i Barents TV-festival[5]
- "Med sommaren kommer längtan" (2004, dokumentär) Om livsglada 100-åringar på sommarkollo.
- "Sista vilan" (2008, Uppdrag granskning) Om kistkrossning på svenska kyrkogårdar. Belönades med Guldspaden i klassen riks-TV.[2][6]
- "Kapten Nemos barn" (2010, dokumentär) Om de bortbytta barnen med bl a P.O. Enquist. Nominerades till Stora Journalistpriset i klassen årets berättare.[2][7]
- "Spricka hela vägen" (2011, Uppdrag granskning) Om förlossningsskador. Nominerades till Prix Egalia.[2]